# تشارلي بولز
تشارلي بولز (بالإنجليزية: Charlie Bowles)‏ هو لاعب كرة قاعدة أمريكي، ولد في 15 مارس 1917 في نوروود في الولايات المتحدة، وتوفي في 23 ديسمبر 2003 في هيكري في الولايات المتحدة.

## روابط خارجية
- تشارلي بولز على موقعبيزبول رفرنس.كوم (الدوري الرئيسي) (الإنجليزية)